# La Mort de la Vierge (album)
 (février 2020).
Pour les articles homonymes, voir La Mort de la Vierge.
Albums de Gérard Ansaloni
Le Banquet
(1995)
La Mort de la Vierge est un disque de Gérard Ansaloni produit par les Editions Saravah et distribué en France et dans le monde par Night and day en 2002. L'œuvre a été enregistrée au studio Universal Record à "La Mortvient" par Jacques Dompierre et Anthony Baizé. 
La Mort de la Vierge est le second disque de Gérard Ansaloni, publié 7 ans après Le Banquet toujours par les Editions Saravah de Pierre Barouh. L'œuvre compte 23 titres et fait appel aux ressources de la MAO (musique assistée par ordinateur). Les musiciens "vivants" interviennent aussi dans ce second Opus de Gérard Ansaloni. L'œuvre utilise les principes de l'harmonie tonale ainsi que ceux du dodécaphonisme et de la musique aléatoire.
Le disque a été enregistré entre février et août 2002.

## Musiciens
- Étienne Brunet : saxophone ;
- Jim Cuomo : clarinette ;
- Francis Tétaud[4] : violon ;
- Isabelle Chauvin : Violon alto ;
- Laurence Boiziau : violoncelle ;
- Michaël Auger : accordéon ;
- Jacques Dompierre : percussions ;
- Ensemble choral Entrelacs sous la direction d’Olivier Cacouault ;
- Nathalie Haïzour : soprano soliste.

## Liste des titres
Toutes les chansons sont écrites et composées par Gérard Ansaloni, sauf mention.
| No  | Titre | Durée |
| --- | --- | ----- |
| 1.  | Les faunes | 3:19  |
| 2.  | La grenouille et le bœuf | 5:51  |
| 3.  | Quand j'étais voyageur | 1:59  |
| 4.  | Le rire du fou | 2:39  |
| 5.  | La toile égarée | 3:52  |
| 6.  | L'Art et la méthode (qui comporte les 6 titres suivants):                                                                          | 8:26  |
| 7.  | a) On dirait que le Beau n'appartient qu'au syrinx... (musique Olivier Cacouault)                                                  | 1:36  |
| 8.  | b) Cet appartement est si laid... (Paroles de Gérard Ansaloni et textes extraits de L'Après-midi d'un faune de Stéphane Mallarmé)  | 1:13  |
| 9.  | c) Je ne sais plus vous voir ! Pâles porphyres nus...                                                                              | 1:13  |
| 10. | d) Alors que la petite était encore nue... (musique Olivier Cacouault)                                                             | 1:22  |
| 11. | e) Cependant qu'elle promenait ses reins creusés...                                                                                | 1:13  |
| 12. | f) J'ai conservé dedans son âpre reliquaire...                                                                                     | 1:49  |
| 13. | L'ivresse (Paroles de Gérard Ansaloni et texte extrait de la chanson de "La femme ivrogne" tirée du chansonnier de Société (1812)) | 3:42  |
| 14. | La mort de la Vierge | 3:53  |
| 15. | Ave Maria (musique Olivier Cacouault sur un thème de Charles Gounod)                                                               | 1:53  |
| 16. | Amour jaloux | 3:12  |
| 17. | L'entretien spirituel (Paroles de Gérard Ansaloni et textes extraits de La Bouteille à la mer d'Alfred de Vigny)                   | 3:06  |
| 18. | La joie | 3:20  |
| 19. | L'égregore | 1:44  |
| 20. | L'hiver | 3:19  |
| 21. | Le printemps | 3:03  |
| 22. | Suite pour la fin du siècle (Paroles de Gérard Ansaloni et texte extrait des Caractères de Jean de la Bruyère)                     | 11:09 |
| 23. | Les nuages | 1:42  |

## Distinction
4 étoiles ont été attribuées à La Mort de la Vierge par le magazine Le Monde de la musique en mai 2003 (N° 276).